# Municipio de Acton (Dakota del Norte)
El municipio de Acton (en inglés: Acton Township) es un municipio ubicado en el condado de Walsh en el estado estadounidense de Dakota del Norte. En el año 2010 tenía una población de 96 habitantes y una densidad poblacional de 0,97 personas por km².

## Geografía
El municipio de Acton se encuentra ubicado en las coordenadas 48°25′10″N 97°12′5″O / 48.41944, -97.20139. Según la Oficina del Censo de los Estados Unidos, el municipio tiene una superficie total de 98.61 km², de la cual 97,49 km² corresponden a tierra firme y (1,13 %) 1,12 km² es agua.

## Demografía
Según el censo de 2010, había 96 personas residiendo en el municipio de Acton. La densidad de población era de 0,97 hab./km². De los 96 habitantes, el municipio de Acton estaba compuesto por el 98,96 % blancos, el 1,04 % eran amerindios. Del total de la población el 0 % eran hispanos o latinos de cualquier raza.